# Jigalong
Jigalong ist eine Gemeinde im australischen Bundesstaat Western Australia in der Region Pilbara mit knapp über 300 Einwohnern. Der Ort liegt rund 165 Kilometer östlich von Newman im westlichen Teil der Kleinen Sandwüste.

## Geschichte
Jigalong wurde im Jahre 1907 als Wohnort für die im Rahmen der Errichtung des State Barrier Fence of Western Australia beschäftigten Arbeiter gegründet. Nach zeitweiliger Nutzung als Kamelzuchtstation wurde das Gebiet im Jahre 1947 der Apostolischen Kirche für die Gründung einer Mission mit einer Aborigines-Gemeinde zur Verfügung gestellt. Nach der Rückübereignung an die australische Regierung im Jahre 1969 wurde das Areal des Ortes den Ureinwohnern überschrieben.

## Rezeption
Jigalong ist ein Schauplatz des Filmes Long Walk Home des australischen Regisseurs Phillip Noyce von 2002 für den der englische Musiker Peter Gabriel den Soundtrack Long Walk Home: Music from the Rabbit-Proof Fence geschrieben hat. Einer der Titel trägt den Namen Jigalong.